# Кампанус, Иоганн
Иоганн Кампанус (нем. Johann Campanus; около 1500, Маасейк, Лимбург — около 1575, Юлих) —фламандский антитринитарий времён Реформации.    
Кампанус родился в графстве Лун, находившемся в ведении Льежского епископства, учился в школе в Дюссельдорфе и поступил в Кельнский университет. Когда мысли о Реформации проникли в Кельн, он поддержал их и был вынужден покинуть университет из-за возникших споров со старообрядческими богословами. Сначала он был монастырским священником, затем евангелическим пастором в Рурмонде, а затем отправился в герцогство Юлих, где стал сторонником нового богословского мировоззрения. В 1521 году он останавливался в замке последнего в Вассенберге по приглашению дворянина Вернера IV фон Паланта. Он приобрел такую репутацию, что покровители позволили ему летом 1527 года поехать в Виттенберг в качестве хофмейстера молодых дворян. 19 декабря 1528 года он поступил в Виттенбергский университет, где занимался богословскими исследованиями у Мартина Лютера и Юстуса Йонаса.
О Святой Троице он говорил, что Бог Отец и Бог Сын суть едино, как муж и жена в браке, выводя это из слов «по образу своему» (Быт. I, 26); Дух же Святой — не лицо, а лишь действие или проявление соединённой Божией природы. Это учение изложено в его книге: «Göttlicher und Heiliger Schrift, vor vilen Jaren verdunckelt und durch unheylsame Lere und Lerer verfinstert, Restitution und Besserung durch den hochgelehrten Johannem Campanum» (1532).
Позже, в Юлихе, он стал проповедовать в народе скорый конец Мира, был арестован и умер в находясь в состоянии психического расстройства.

## Источник
- Кампанус Иоанн // Энциклопедический словарь Брокгауза и Ефрона : в 86 т. (82 т. и 4 доп.). — СПб., 1890—1907.

1. 1 2 3 4  Deutsche Nationalbibliothek Record #118518607 // Gemeinsame Normdatei (нем.) — 2012—2016.